# Pseudococcus kraussi
Pseudococcus kraussi är en insektsart som beskrevs av Williams och Watson 1988. Pseudococcus kraussi ingår i släktet Pseudococcus och familjen ullsköldlöss. Inga underarter finns listade i Catalogue of Life.